# Arkadiabacken

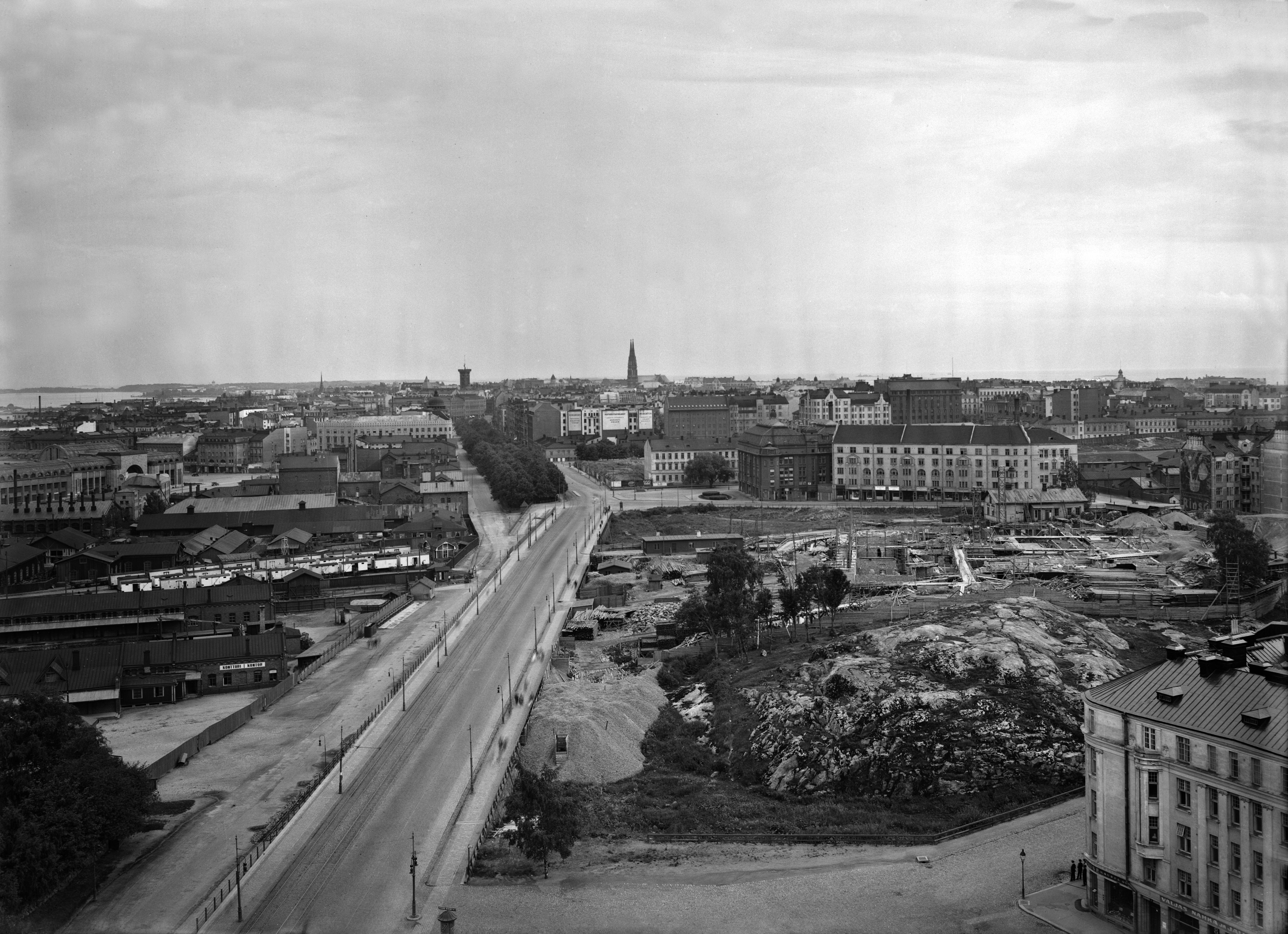
Arkadiabacken, 1927. Utsikt från Nationalmuseums torn. Till vänster syns VR:s magasin, ungefär där Medborgartorget ligger idag. Mitt i bilden syns dåvarande Arkadiaplatsen, med Hankkijahuset och med Arkadia- och Salomonsgatorna, vilka bägge mynnar i dåvarande Henriksgatan på samma ställe.

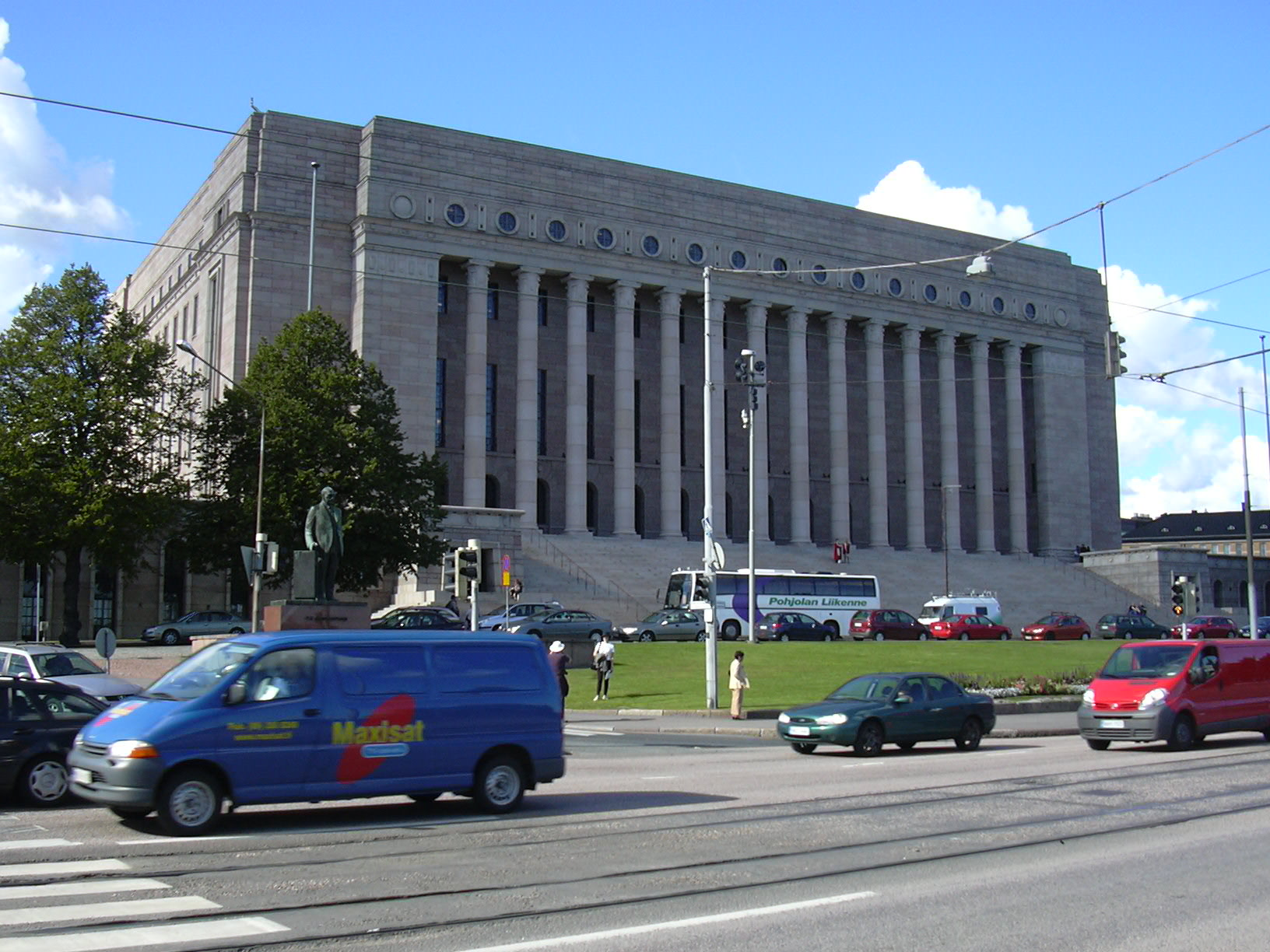
Riksdagshuset på Arkadiabacken, 2003. Till vänster syns Wäinö Aaltonens staty av Pehr Evind Svinhufvud, rest 1961.

Arkadiabacken (finska: Arkadianmäki) är en plats i Främre Tölö vid Mannerheimvägen i Helsingfors, där det av Johan Sigfrid Sirén ritade Riksdagshuset uppfördes i slutet av 1920-talet och färdigställdes 1931. Begreppet "Arkadiabacken" står också som metonym för institutionen Finlands riksdag. 
Från första hälften av 1800-talet fanns ett litet glesbebyggt område med enskilda bostadshus, Arkadia, i denna trakt, utanför den tätare stadsbebyggelsen, vilket gav namn till Arkadiagatan. Denna leder från Mannerheimvägen genom Främre Tölö till Sandviken. Området Arkadia uppkallades efter den grekiska provinsen Arkadia, inspirerat av det då aktuella Grekiska frihetskriget 1821–1829. I Arkadias sydöstra hörn, på och vid nuvarande Paasikiviplatsen, låg 1861–1908 Arkadiateatern. Nära Arkadiabacken låg in på 1800-talet Villa Arkadia i småhusområdet Arkadia.
Omedelbart norr om parlamentshuset på Arkadiabacken ligger också den lilla Parlamentsparken. Uppfarten till Riksdagshuset från Mannerheimvägen flankeras av två statyer, som skapades av Wäinö Aaltonen i slutet av 1950-talet, en av Pehr Evind Svinhufvud och en av Kaarlo Juho Stålberg.

## Bildgalleri

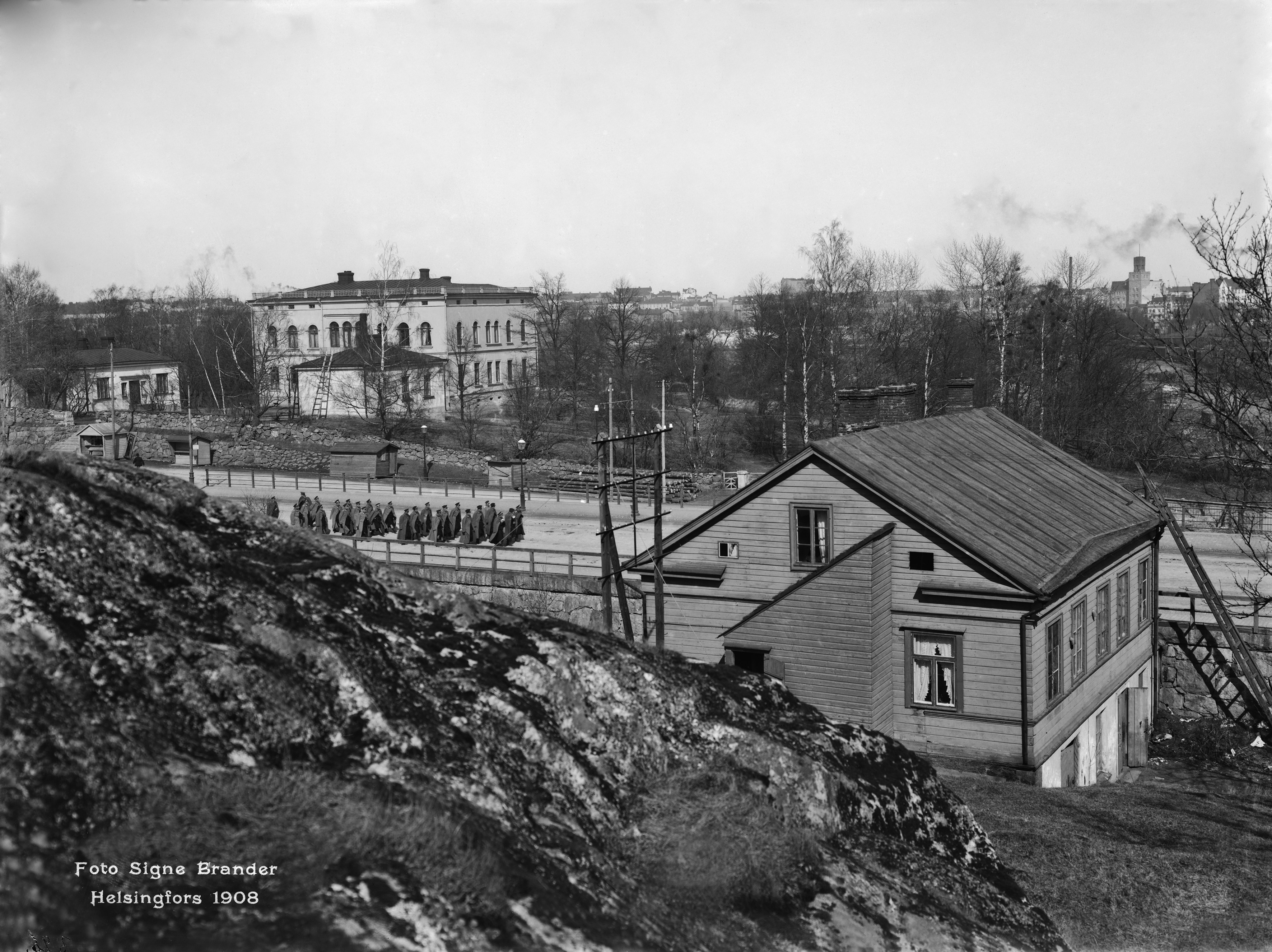
Villa Hagasund i fonden, sedd från Arkadiabacken, 1908. Foto: Signe Brander.
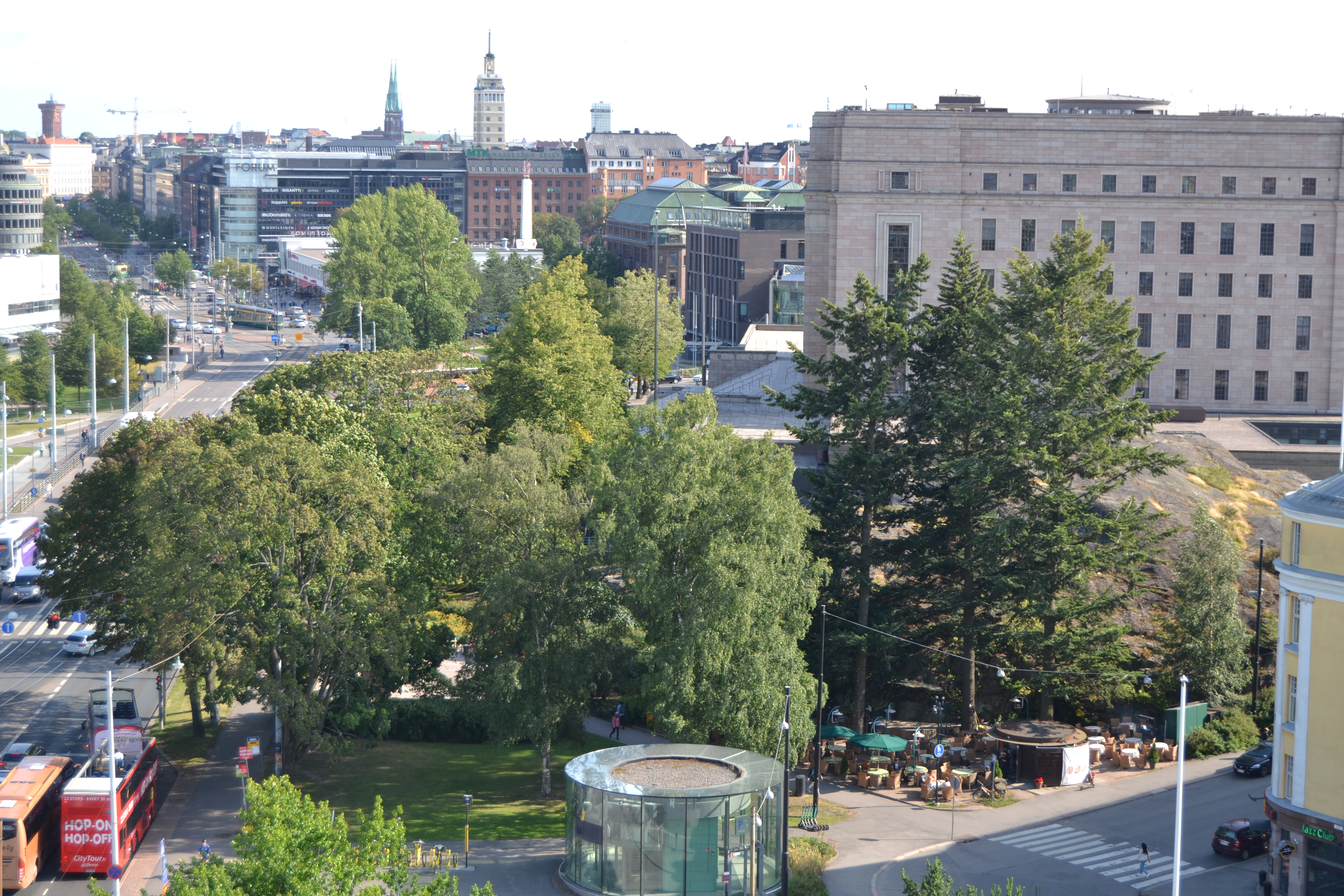
Parlamentsparken, 2019
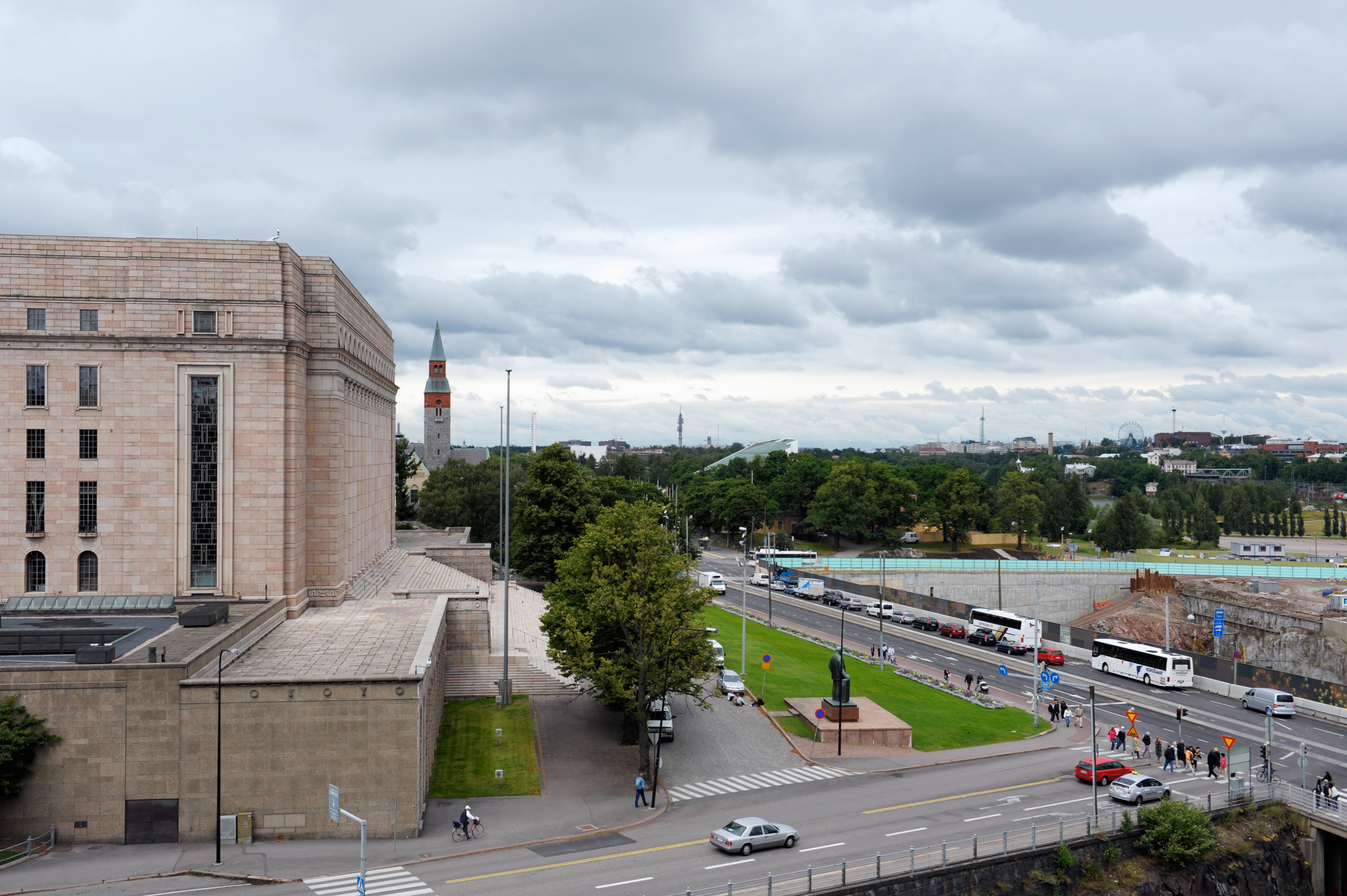
Riksdagshuset på Arkadiabacken, med Nationalmuseum i fonden, 2008
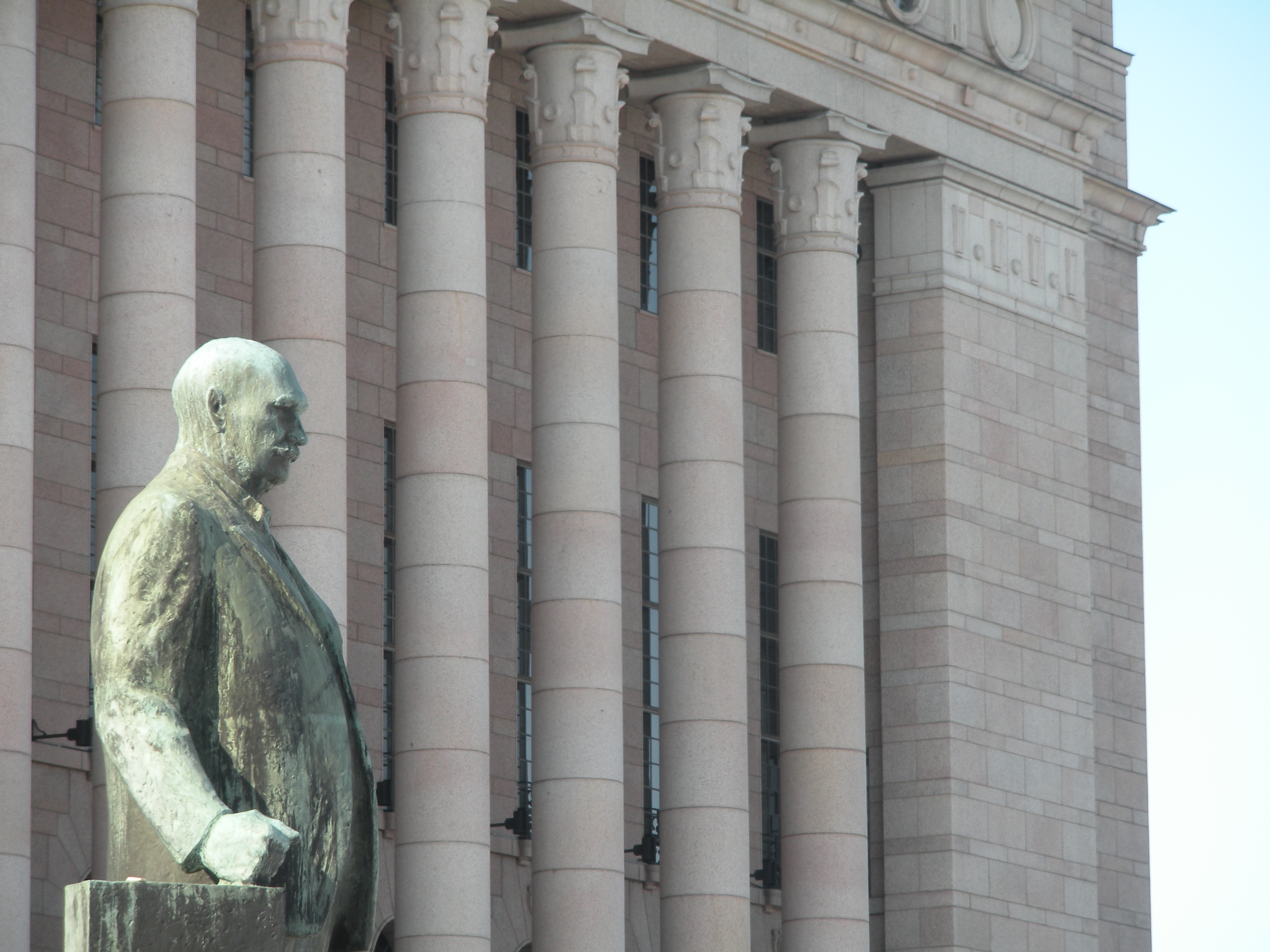
Riksdagshusets fasad med Wäinö Aaltonens staty av Pehr Evind Svinhufvud